# Las Dakotas
Las Dakotas (The Dakotas) es un término colectivo que se usa en Estados Unidos para referirse a los estados de Dakota del Norte y Dakota del Sur.
Dakota del Norte y del Sur formaban parte del Territorio de Dakota hasta su organización como estados separados en 1889.
El nombre "Dakota" viene del nombre de una tribu nativa, una rama de los Lakota.